# Wojny dackie
Wojny Rzymian z Dakami toczyły się na przełomie I i II wieku naszej ery. Mowa o dwóch wojnach w latach 85–89 (wojna Domicjana) oraz 101–102 i 105–106 (wojna Trajana).
Dwa lata po klęsce w Karpatach w roku 87 (bitwa pod Tapae) Rzymianie pod wodzą Tetiusza Julianusa zwyciężyli wojska Decebala w karpackich Żelaznych Wrotach (pod Tapae, obecnie Luminis). Cesarz Domicjan nie wykorzystał jednak tego zwycięstwa – na wieść o buncie legionów nadreńskich oraz agresywnej postawie sąsiadujących z rzymską Panonią Jazygów zawarł z Dakami traktat pokojowy w 89 roku. Decebal zachował swoje królestwo w zamian za uznanie władzy Cesarstwa Rzymskiego.
W roku 101 Rzymianie po raz kolejny uderzyli na Dację. Po przeprawieniu się przez Dunaj licząca aż 150 000 ludzi armia rzymska pod wodzą cesarza Trajana pokonała przeciwnika w dunajskich Żelaznych Wrotach. Rok później Rzymianie opanowali ważniejsze fortece górskie wokół stolicy Daków Sarmizegetusy. Decebal ponownie poprosił o pokój. Tym razem jednak zmuszony był zrzec się części terytoriów. Król Daków nie pogodził się jednak z takimi warunkami pokoju i niebawem jego wojska wtargnęły do Mezji.
W roku 105 nastąpiła kolejna kampania rzymska przeciwko Dacji. Rzymianie podeszli aż do stolicy Daków Sarmizegetusy i rozpoczęli jej oblężenie. Miasto skapitulowało a Decebal wraz z częścią swoich oddziałów zbiegł by stoczyć ostatnią bitwę. Po klęsce popełnił samobójstwo. Konającego króla odnalazł legionista Maksymus, który dostarczył jego głowę cesarzowi. Dacja stała się prowincją rzymską.